# جيمس كوشران (سياسي)
جيمس كوشران هو محامي وسياسي أمريكي، ولد في 11 فبراير 1769 في ألباني في الولايات المتحدة، وتوفي في 7 نوفمبر 1848 في أوسويغو في الولايات المتحدة. نشط حزبياً في الحزب الفيدرالي الأمريكي. وقد انتخب عضو مجلس ولاية نيويورك ‏ وانتخب عضو مجلس النواب الأمريكي ‏.